# Коаста Маре (Валча)
Коаста Маре (рум. Coasta Mare) насеље је у Румунији у округу Валча у општини Бунешти. Oпштина се налази на надморској висини од 431 m.

## Становништво
Према подацима из 2002. године у насељу је живело 77 становника, од којих су сви румунске националности.